# Landjudenschaft
Landjudenschaften waren korporative jüdische Selbstverwaltungsorganisationen in den Territorien des Heiligen Römischen Reiches während der frühen Neuzeit, vereinzelt danach noch bis zur Mitte des 19. Jahrhunderts.

## Entwicklung
Eine Ursache für die Entstehung von Landjudenschaften war die Vertreibung der Juden aus den Städten und ihre verstreute Ansiedlung auf dem Land. Reguläre Gemeinden konnten dort meist nicht existieren. Der Druck von außen zwang zur Aufrechterhaltung der jüdischen Identität zu Zusammenschlüssen. In gewisser Weise setzten sie die unregelmäßigen Treffen von Rabbinern und Vertretern der Gemeinden im Mittelalter fort. 
Erste Anfänge gehen etwa im Rheinland und Franken bis in die Mitte des 15. Jahrhunderts zurück. Teilweise verschwanden diese als Folge von Migrationsbewegungen wieder. Ihre reichsweite Verbreitung lag in der zweiten Hälfte des 16. und der ersten Hälfte des 17. Jahrhunderts. Die jüdische Selbstorganisation territorialisierte sich, nachdem reichsweite Ansätze etwa im Zusammenhang mit der sogenannten Frankfurter Rabbinerverschwörung gescheitert waren, noch stärker. 
Ziel war es, eine gewisse Autonomie gegenüber den Landesherren, aber auch gegenüber anderen jüdischen Gruppen außerhalb des eigenen Territoriums zu wahren. Die Judenschaft war gerade in kleineren Territorien häufig deckungsgleich mit der religiösen Landgemeinde. Wichtig war es daher, das Geld für gemeinsame Einrichtungen wie einen Friedhof oder das Gehalt der Rabbiner aufzubringen.
Die Landesherren hatten dabei ein Interesse an der Bildung von Landjudenschaften. Ihre straffe Organisation gab den Fürsten ein wirkungsvolles Instrument zur Kontrolle der Juden in ihrem Gebiet in die Hand. Das Eintreiben der Abgaben an den Landesherren war für diesen der Hauptzweck der Judenschaften. Die Landesherren beziehungsweise ihre Hofkammern teilten den Judenschaften die summarische Höhe der Abgaben mit. Die Korporationen hatten die Summe aufzuteilen und einzutreiben. Verschiedene Funktionsträger wie die Taxatoren, welche die Juden den einzelnen Steuerklassen zuordneten, oder die Kollektoren, die die Steuern eintrieben, waren dafür zuständig. Die Fürsten trugen auch aus Eigeninteresse dazu bei, dass die Judenschaften sich zu Zwangskorporationen aller Juden eines Gebiets entwickelten. Es gab zwischen 1661 und 1821 etwa in dreißig Gebieten des Reiches Landjudenschaften. In einigen dörflichen Gemeinden betrug der Anteil jüdischer Einwohner dabei über 50 Prozent.

## Aufbau
Die von der jeweiligen Obrigkeit in den Territorien anerkannten mit Wohnrecht versehenen Schutzjuden hatten einer solchen Korporation anzugehören. Dabei gehörten die Einzelpersonen der Judenschaft direkt und nicht indirekt über die lokalen Gemeinden an. Davon ausgenommen waren Juden, die im Gebiet von adeligen Unterherrschaften lebten. Größere jüdische Gemeinden standen oft außerhalb der Landjudenschaft. Andere wie Mannheim oder Fürth entwickelten in diesen eine Sonderstellung.
In religiöser Hinsicht standen die Landesrabbiner oder vergleichbare religiöse Oberhäupter an der Spitze. Je nach Größe konnten sie weitere Rabbiner unter sich haben. Hinzu kam das Kultpersonal vom Kantor bis zum Schächter, wobei eine Einzelperson auch mehrere Ämter übernehmen konnte. Die nichtreligiöse Spitze der Korporation waren die Judenvorsteher, Judenvorgänger beziehungsweise Obervorsteher oder Obervorgänger, hebräisch Parnassim. Diese hatten häufig einen sehr weitgehenden Einfluss und konnten das religiöse, soziale und wirtschaftliche Leben reglementieren. 
Verschiedentlich kam es etwa bei Amtsmissbrauch zu oppositionellen Bewegungen. Der Vorsteher konnte diese meist mit Zustimmung des Landesherren und des Landesrabbiners durch die Verhängung von Geldstrafen oder dem Bann unterdrücken. Seit der Mitte des 18. Jahrhunderts gelang es der Opposition häufiger die Macht der Vorsteher zu begrenzen. Die Vorsteher trugen allerdings auch ein großes Risiko. Sie hafteten mit ihrem Vermögen für die Steuerzahlung der gesamten Judenschaft.
Oft war das Oberhaupt der Landjudenschaft der vom Landesherrn bestimmte Hofjude. Dieser war zumeist auch Fürsprecher der Juden am Hof. Teilweise blieb das Vorsteheramt über Generationen in der Hand einer Familie. Den Vorstehern zur Seite standen die Ältesten und Beisitzer. Zusätzliche Funktionen wurden von Taxatoren, Landschreibern bzw. Landboten übernommen. Landesrabbiner, Landschreiber und Landboten wurden besoldet.

## Landtage
In gewisser Weise war die Institution der Landjudenschaft vom Vorbild der Landstände beeinflusst. Das höchste Gremium waren die Landtage. In den Landtagen waren die Oberhäupter der jüdischen Familien vertreten. Unter ihnen waren etwa im Herzogtum Kleve auch die Witwen. Diese Versammlungen tagten in einem unterschiedlichen Abstand teilweise abhängig von veränderten Abgabeforderungen der Landesherren etwa alle drei oder fünf Jahre. Dabei war das Wahlrecht in Preußen und anderswo als Dreiklassenwahlrecht an das Einkommen gebunden. 
Auf den Landtagen wurden die summarischen Steuerforderungen der Landesherren auf die einzelnen Juden umgelegt. Über die Einschätzung durch die Taxatoren wurde nicht selten heftig debattiert. Unter den armen Juden gab es zudem Unmut, dass die Wohlhabenden nicht wirklich nach ihrer Leistungsfähigkeit zu den Steuern beitragen mussten. Darüber hinaus ging es auf den Landtagen auch um organisatorische Fragen, Klärung von Rechtsproblemen oder religiöse Fragen. Die Versammlungen beschlossen Statuten und erließen Verordnungen. Sie wählten für einen festgelegten Zeitraum die Landrabbiner. Die Rabbiner nutzten die Gelegenheit, um die Schächter und Fleischbeschauer zu prüfen. Die Landtage bestellten auch die Judenvorsteher. 
In größeren Territorien wurden teilweise auch kleine Räte für die Zeit zwischen den Landtagen gewählt. Diese bestanden aus dem Landesrabbiner, dem Vorsteher, den Ältesten und Beisitzern. Die Landjudenschaften waren in ihrem Inneren autonom. In religiösen und bei zivilrechtlichen Streitfragen zwischen Juden verfügten die Judenschaften über eine eigene Gerichtsbarkeit. Allerdings wurde diese im 18. Jahrhundert zunehmend eingeschränkt. Auch zuvor hatten Wahlen und Beschlüsse der Landtage oder der kleinen Räte der Anerkennung der Regierungen bedurft.

## Ende

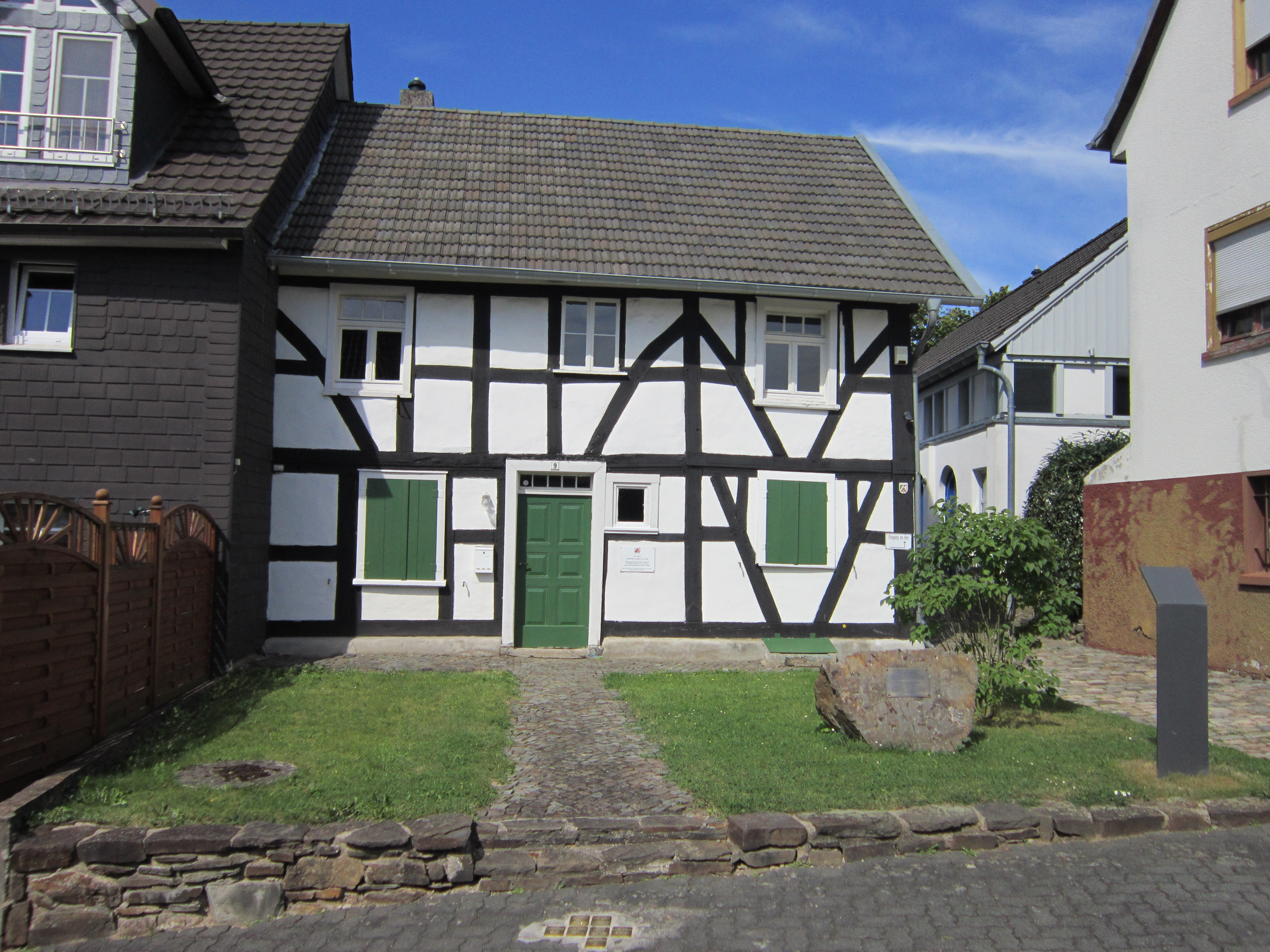
Gedenkstätte Landjuden an der Sieg in Windeck

Mit der Auflösung des Alten Reiches (Reichsdeputationshauptschluss) im Laufe der Franzosenzeit wurden auch die Landjudenschaften aufgelöst. Einige wie die im Herzogtum Westfalen und Mecklenburg-Schwerins (1764 gegründet) bestanden jedoch noch bis in die Mitte des 19. Jahrhunderts weiter. Durch erneuertes Statut von 1839 wurde die Landjudenschaft Mecklenburg-Schwerins von 1764 als Israelitische Landesgemeinde Mecklenburg-Schwerin rekonstituiert.
Die meisten architektonischen Zeugnisse der Landjuden sind in der Reichspogromnacht zerstört worden.

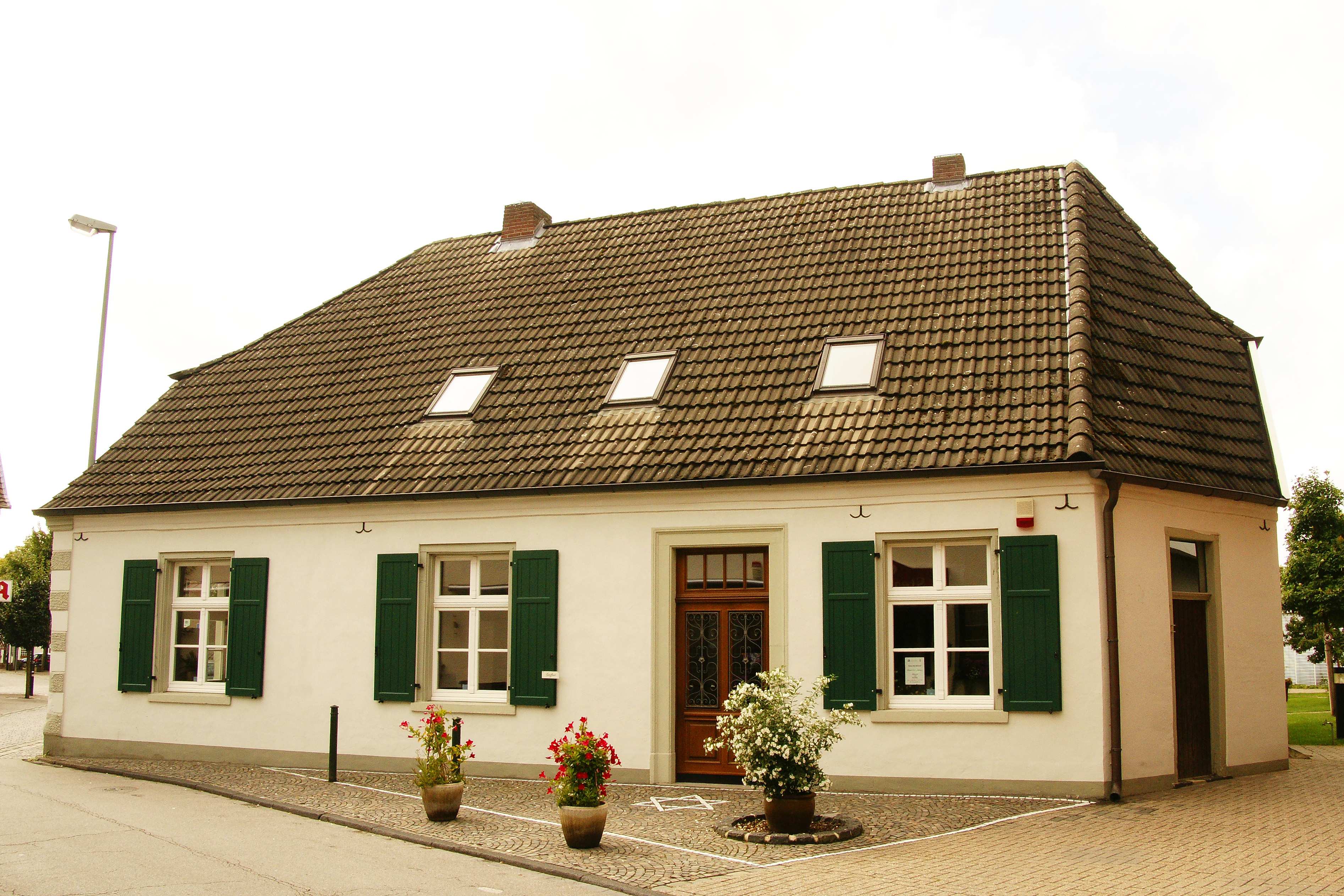
Geschichtsort Humberghaus in Dingden

Zu den wenigen erhaltenen Baudenkmälern gehören die Alte Synagoge Einbeck und die ehemalige Synagoge (Bodenfelde), die sich heute in Göttingen befindet. Das Humberghaus im südlichen Westmünsterland war bis zur Vertreibung seines letzten Bewohners 1941 einhundertdreißig Jahre lang ein Wohn- und Geschäftshaus für fromme Landjuden gewesen und auf Grund der abgeschiedenen Lage mit einer eigenen Mikwe versehen, die erhalten ist. Es ist jetzt eine öffentlich zugängliche Gedenkstätte, die viele originale Gegenstände in den historischen Räumen zeigt.